# Richard Parkes Bonington
Richard Parkes Bonington   (Arnold, 25 d'octubre de 1802 - Londres, 23 de setembre de 1828) va ser un pintor paisatgista romàntic anglès. Un dels artistes britànics més influents del seu temps, la instal·lació del seu estil estava inspirada pels vells mestres, tot i ser totalment moderna en la seva aplicació.

## Vida i treball
Richard Parkes Bonington va néixer a la ciutat d'Arnold al comtat de Nottinghamshire a Anglaterra. El seu pare va fer d'escarceller, mestre de dibuix i fabricant de cordons, i la seva mare va fer de professora. Bonington va aprendre aquarel·la del seu pare i va fer exposicions de pintura a l'Acadèmia de Liverpool amb només 11 anys.
El 1817, la família de Bonington es va traslladar a Calais (França), on el seu pare havia establert una fàbrica de cordons. En aquella època, Bonington va començar a prendre lliçons del pintor François Louis Thomas Francia, que el va formar en aquarel·la anglesa.
El 1818, la família passava a París per obrir una sortida al detall de cordó. Era París on primer coneixia Eugène Delacroix, amb qui es convertia en amics. Treballava per un temps que produïa còpies de paisatges holandesos i flamencs en el Louvre. El 1820, començava a assistir l'École des Beaux-Arts a París, on va estudiar amb Jean d'Antoine, Baron Gros.
En aquesta època Bonington començà a fer sortides per dibuixar els suburbis de París i el camp dels voltants parisencs. Les seves primeres pintures es varen exhibir al Saló de París el 1822. També començava a treballar en litografia, il·lustrant el "Voyages pittoresques dans l'ancienne France" de Baron Taylor i la seva pròpia sèrie arquitectònica "Restes et Fragmens". El 1824, va guanyar la medalla d'or al Saló de París junt amb John Constable i Anthony Vandyke Copley Fielding.
Bonington va morir de tuberculosi el 23 de setembre de 1828 al 29 de Tottenham Street a Londres.
Davant de l'Escola d'art de Nottingham es va aixècar una estàtua seva obra de Fothergill Watson; l'escola primària local a la seva ciutat natal d'Arnold també porta el seu nom.

## Consideració artística
La millor i més sincera valoració del treball de Bonington el va fer Delacroix en una carta a Théophile Thoré el 1861, on comentava:
| « | "Quan el vaig conéixer per primera vegada, jo també era molt jove i estava estudiant al Louvre: això era al voltant de 1816 o 1817... També practicava aquest gènere (aquarel·la), que era una novetat a l'Anglaterra en aquell temps, i en la que ell tenia un gran habilitat...Al meu entendre, hom pot trobar en altres artistes moderns qualitats de força i de precisió potser superiors als dels quadres de Bonington, però ningú en aquesta escola moderna, ni potser abans, ha posseït aquella lluminositat de tacte que, especialment en aquarel·les, fa els seus treballs un tipus de diamant que afalaga i captiva l'ull, independentment de qualsevol tema i qualsevol imitació." "El seu nom era Richard Parkes Bonington. Tots nosaltres l'estimàvem. Li havia dit: "Éts el rei del teu camp i Rafael no podria fer el que tu fas. No et preocupi sobre les qualitats dels altres artistes, ni les proporcions dels seus quadres, ja que els teus són obres mestres.". | » |

## Galeria d'imatges

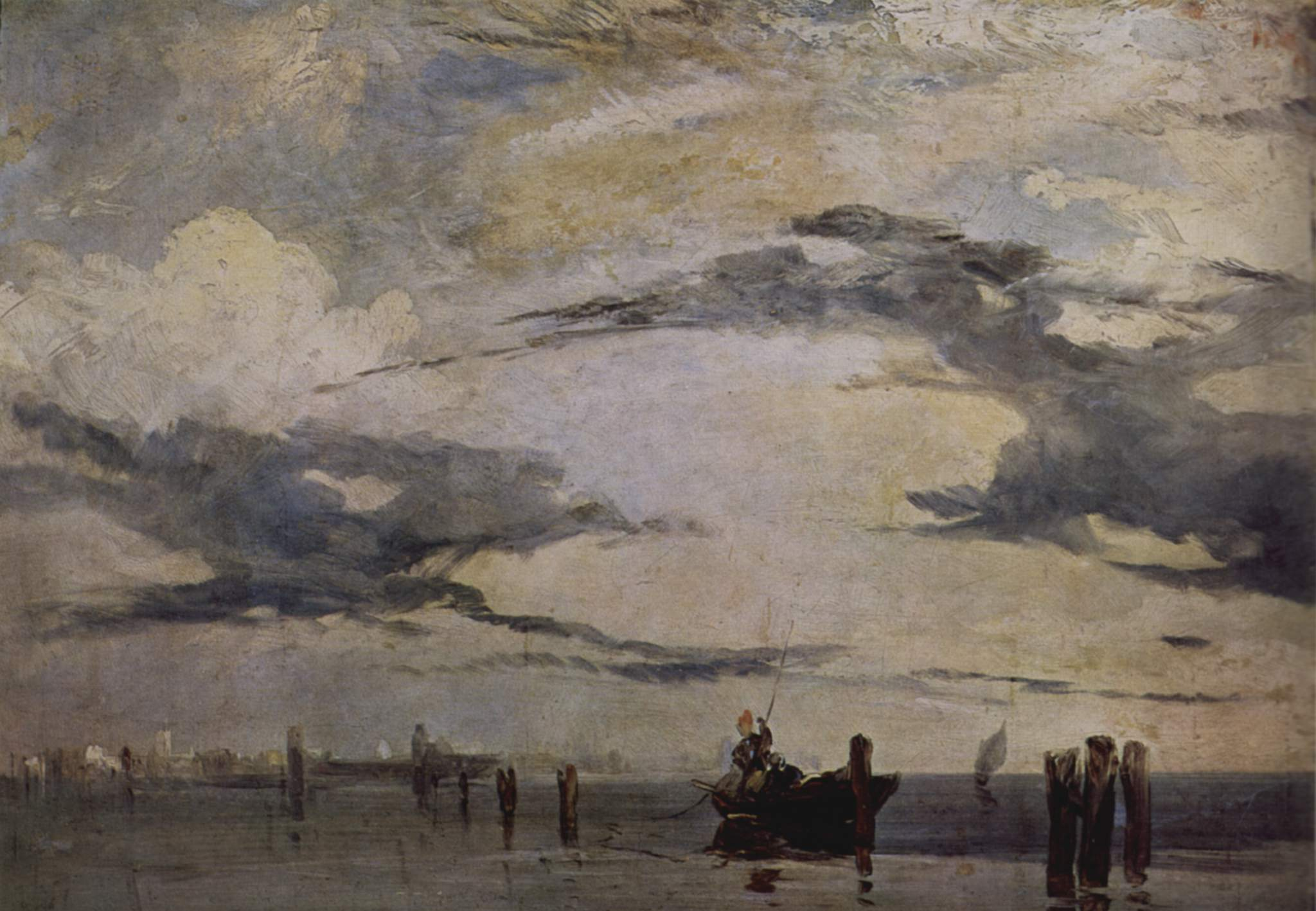
Vista de la Llacuna prop de Venècia, Museu del Louvre 1827
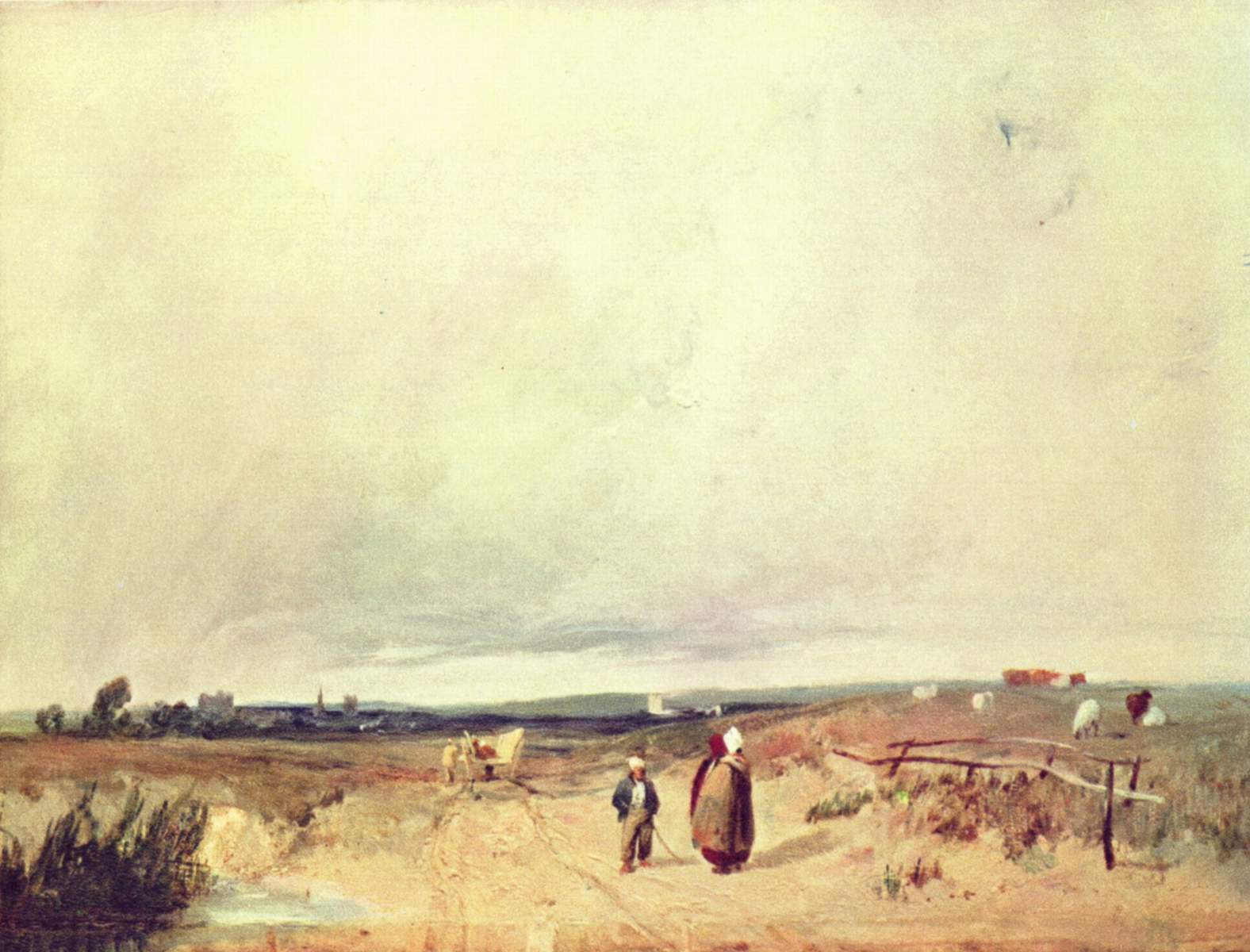
Normandia, c. 1823
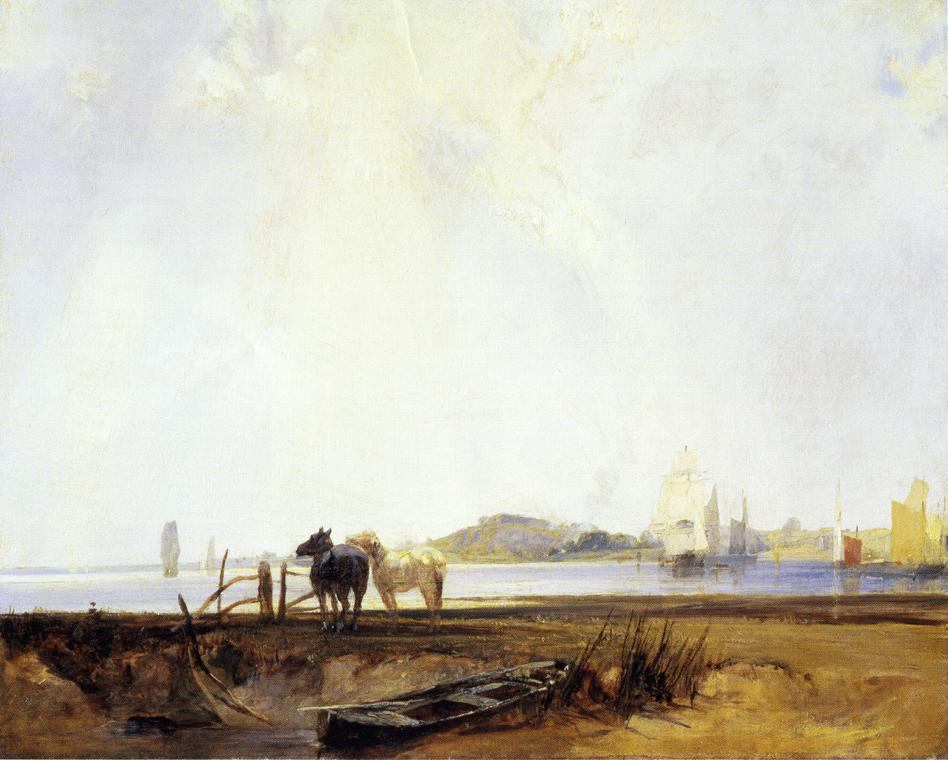
Paisatge prop de Quilleboeuf, c. 1824-1825. Centre d'Art Britànic de Yale